# Ikonen-Museum (Frankfurt am Main)

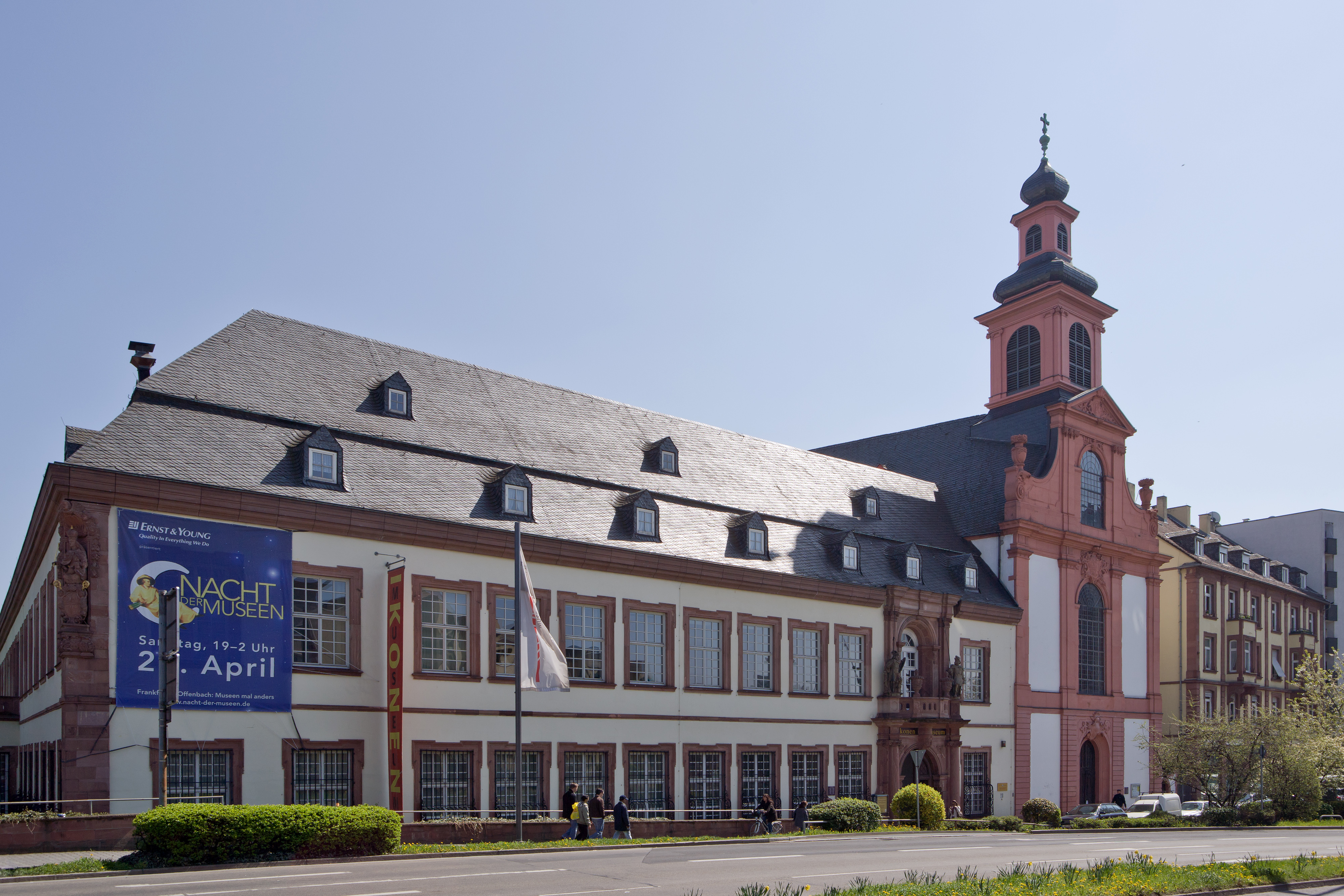
Deutschordenskirche und Deutschordenshaus in Frankfurt am Main

Das Ikonen-Museum (auch Ikonenmuseum Stiftung Dr. Schmidt-Voigt) ist ein Museum für sakrale Kunst des orthodoxen Christentums in Frankfurt am Main. Es befindet sich im Barockbau des Deutschordenshauses, direkt an der Alten Brücke von Frankfurt und bildet den östlichen Abschluss des Museumsufers. Es ist dem Museum Angewandte Kunst angeschlossen. Träger ist die Stadt Frankfurt am Main.

## Geschichte

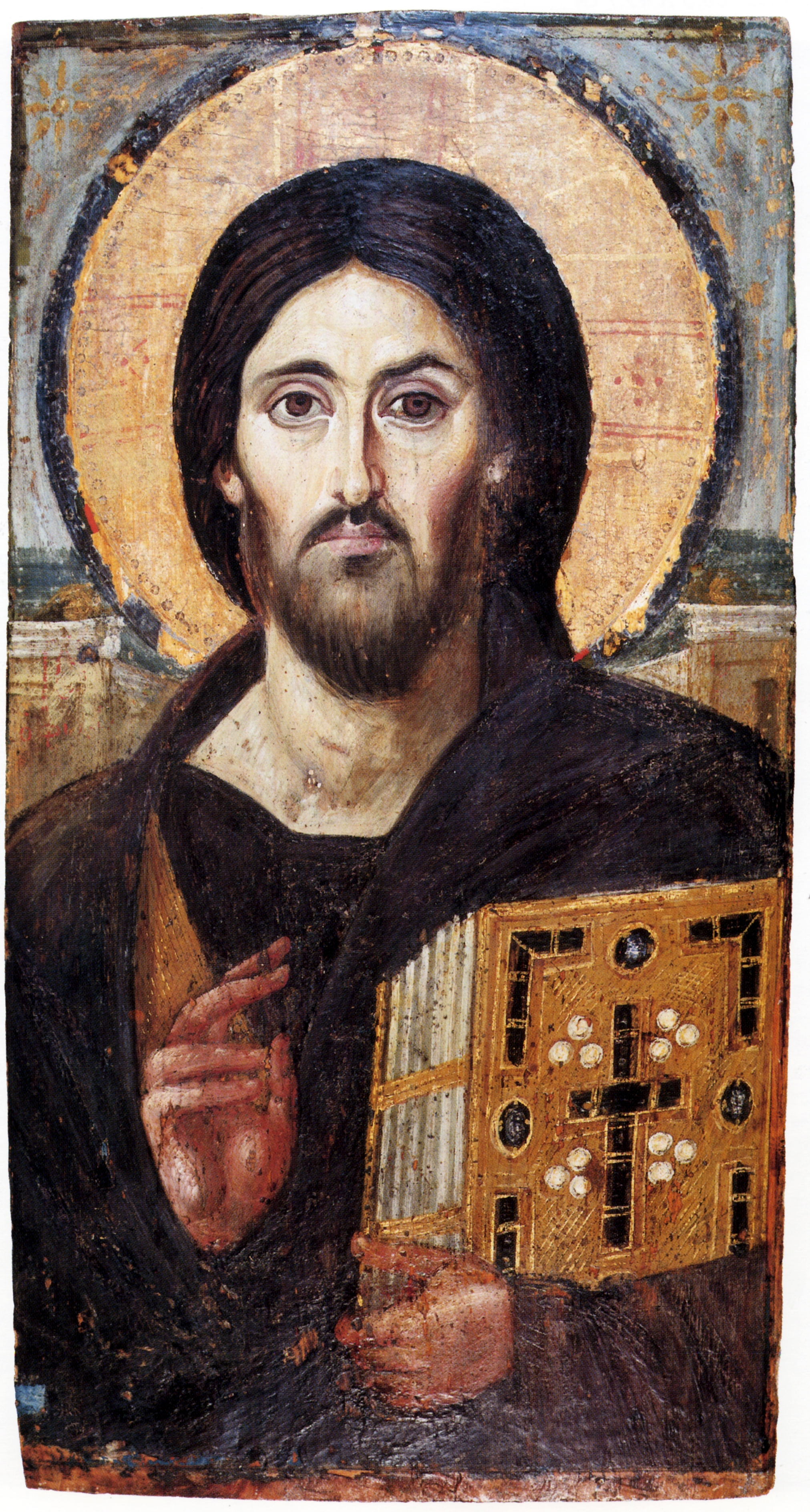
Christus Pantokrator, Ikone aus dem Katharinenkloster auf dem Sinai, 6. Jhd

1988 schenkte der Königsteiner Arzt Jörgen Schmidt-Voigt der Stadt Frankfurt eine Sammlung von 800 Ikonen. „Die Schenkung fand unter der Bedingung statt, dass die Stadt für eigene Räume sorgt, in denen jeweils Teile der Kollektion, aber auch Ausstellungen über die Ikonentradition der orthodoxen Glaubensgemeinschaften gezeigt werden.“ Anschließend begann der Innenausbau des Refektoriums im Barockbau des Deutschordenshauses. Dort fand das von Hilmar Hoffmann initiierte Museumsufer im März 1990 seinen östlichen Abschluss. „Der Bau dieses Museums“, so der damalige Stadtrat und Baudezernent Hanskarl Protzmann, „stand unter dem Generalthema der architektonischen Bewältigung historischer Bausubstanz durch neues Bauen.“ Umgesetzt wurde der Entwurf des Architekten Oswald Mathias Ungers, der bereits von 1963 bis 1965 mit dem verantwortlichen Sachbearbeiter Karl-Lothar Dietzsch den Wiederaufbau des zerstörten Deutschordenshauses durchgeführt hatte. Nun gelang ihm mit seinem Büro mit Respekt vor dem historischen Baukörper und klarer Trennschärfe eine Synthese zwischen modern und alt. Die aus dem 16. bis 19. Jahrhundert stammende Sammlung wurde allmählich durch Ankäufe, Leihgaben und Schenkungen auf über 1000 Exponate erweitert. Aus der Ikonensammlung des Museums für Byzantinische Kunst in Berlin erhielt das Ikonen-Museum 1999 zusätzlich 82 postbyzantinische Ikonen als Dauerleihgabe. Eine markante Ergänzung und Besonderheit stellt eine aus einer Privatleihgabe stammende Sammlung äthiopischer Ikonen, Kreuze, Handschriften und liturgischer Geräte dar. 2020 und 2021 wurden die Ausstellungsarchitektur und die Ausstellungsinhalte nach 30 Jahren erstmalig einer umfassenden Sanierung und Renovierung unterzogen.

## Dauerausstellung

Innenarchitektur O.M. Ungers (1988), Neugestaltung der Ausstellungː Düsterhus Günzel & Partner (2021)

Mit dem im Frühjahr 2021 abgeschlossenen Umbau wurde die Ausstellungsfläche durch die Einbeziehung des Foyers, das nun sowohl in räumlicher als auch in inhaltlicher Hinsicht den Ausgangspunkt für eine stark überarbeitete Dauerausstellung bildet, vergrößert: Ursprung, Verbreitung sowie vielfältige Materialität und Bildsprache von Ikonen werden dort über Beispiele vermittelt. Auf diese einführende Ebene folgt der Hauptraum, der vorwiegend dem Auftreten der Ikonen im kirchlichen Kontext gewidmet ist. Auf der Galerie des Hauptraumes wird die Bedeutung der Ikonen im privaten, häuslichen Bereich dargestellt. Im Gegensatz zum ursprünglichen Konzept einer neutralen Ausstellungsarchitektur in einem Altbau, das ansatzweise an Ungers` Deutsches Architekturmuseum von 1984 erinnerte, wurde durch die Umgestaltung von POINT. Architektur das Museum in einen mystischen Erlebnisraum und religiösen Lernort verwandelt.
Das Äthiopien-Kabinett, dessen Exponate hauptsächlich auf eine private Leihgabe zurückgehen, ist die bislang einzige öffentliche Ausstellung zum orthodoxen Christentum der äthiopischen und eritreischen Christen in Deutschland.

## Sonderausstellungen ab 2002 (Auswahl)
- 2002: „Der Glanz des christlichen Orients“, Ikonen aus Syrien und dem Libanon. In Kooperation mit dem Dommuseum Frankfurt. Anschließend wurde die Ausstellung im Institut du Monde Arabe in Paris gezeigt.
- 2003: „Großmächtiges Nowgorod“, zur Frankfurter Buchmesse. Ikonen, Kirchengerät und -schmuck aus der reichen Handelsstadt Nowgorod des 14. – 19. Jahrhunderts. In Kooperation mit dem Dommuseum Frankfurt.
- 2003: „Als Chagall das Fliegen lernte“. Über den Einfluss der russischen Ikonen und Volksbilderbögen (Lubok), auf die Russische Avantgarde. Anschließend wurde die Ausstellung im (ehemaligen Staatlichen Museum für Zeitgenössische Kunst bzw. jetzigen) MOMus – Museum für Moderne Kunst – Sammlung Costakis in Thessaloniki gezeigt.
- 2004: „… von der Hand deines Dieners …“, Christliche Ikonen der Arabischen Welt. Ikonen aus Syrien, dem Libanon und dem Koptischen Museum in Kairo, Ägypten. Zur Frankfurter Buchmesse.
- 2005: „Unter deinen Schutz …“, Ikonen des 15.–18. Jahrhunderts aus den polnischen Karpaten.
- 2006: „Fußball und Religion“, Ausstellung zur Fußball-Weltmeisterschaft 2006 in Deutschland.
- 2006: „Steh auf und geh nach Süden …“. Christentum in Äthiopien.
- 2008: „Feuer und Geist“, Ikonen aus dem Bulgarischen Patriarchat.
- 2009: „700 Jahre Deutschordenskirche in Frankfurt“, Ausstellung zur Deutschordenskirche und zum Deutschen Orden.
- 2010:  „Die Ikone Marilyn Monroe“  mit dem Thema der „Medienikone“
- 2010: „Unbekanntes Russland“, signierte und datierte Ikonen aus den Altgläubigenwerkstätten in Vetka, Nev´jansk, Guslicy und der Brüder Frolov am Peipussee. Ein Versuch der Einordnung.
- 2012: „Endzeit! Vorstellungen von Apokalypse und Endgericht auf Ikonen“. Die Ausstellung schlug einen Bogen von der Vertreibung aus dem Paradies, der Höllenfahrt Christi und Erlösung der Menschheit, dem Jüngsten Gericht bis hin zum Glaubensbekenntnis und den Salomonischen Versen zur Göttlichen Weisheit.
- 2013: „Farben der Heiligkeit“, Ikonen des 15. bis 19. Jahrhunderts aus dem Andrej-Rubljow-Museum in Moskau. In Kooperation mit dem Dommuseum Frankfurt und dem Catharijnekonvent in Utrecht.
- 2013/2014: „Winterheilige“, Darstellungen und Geschichten der Heiligen. In Kooperation mit dem Dommuseum Frankfurt und dem Ikonenmuseum Kampen/Niederlande.
- 2015: „25 Jahre Ikonen-Museum und seine Freunde“ zum 25-jährigen Jubiläum des Ikonen-Museum Frankfurt.
- 2016/2017: „Krakauer Weihnachtskrippen“.[13]
- 2017/2018: „Liebe, Glanz und Untergang. Die hessischen Prinzessinnen in der russischen Geschichte“. Katalog.
- 2024: „Ikona . Heilige Frauen“[14] (Ausstellungsort: Museum Angewandte Kunst) in Zusammenarbeit mit dem Ikonenmuseum Recklinghausen und dem Ikonenmuseum Kampen (Niederlande) bis zum 9. Februar 2025[15]

## Museumskuratoren
- 1990–2018: Richard Zacharuk
- 1998–2018: Snejanka Bauer
- seit 2019: Konstanze Runge